# Дорпмюллер, Юлиус
Юлиус Дорпмюллер (нем. Julius Heinrich Dorpmüller; 24 июля 1869, Эльберфельд — 5 июля 1945, Маленте) — государственный деятель Германии, рейхсминистр (1937 — 1945). 
В 1893 году окончил Высшее техническое училище в Ахене. В 1893 году поступил на государственную службу: работал в Управлении железных дорог Пруссии, с 1898 года — правительственный строительный чиновник железнодорожной дирекции в Саарбрюккене. С 30.12.1903 — инспектор железных дорог и фабрик железнодорожной дирекции Сен-Иоан — Саарбрюккен. 
С 1907 года работал в Китае — консультировал китайское правительство по вопросам железнодорожного строительства, являлся начальником технического бюро фабричной дирекции Циндао. С 1908 года — уполномоченный и главный инженер государственных железных дорог Китая, под руководством которого было осуществлено строительством около 700 км железных дорог. 
В 1917 году выслан из Китая, который объявил войну Германии, и в 1918 году переведён в железнодорожные войска. Служил на Кавказе. После демобилизации 23.12.1919 назначен старшим строительным советником железных дорог Эссена. 
С 16.05.1922 — президент Имперской железнодорожной дирекции Опельн, а с 01.10.1924 — Эссена. С 01.07.1925 — постоянный заместитель генерального директора, а с 04.06.1926 — генеральный директор германских рейхсбаннов. 
С июня 1933 года — председатель Административного совета и Правления объединения «Имперские автобаны», с 1935 года — член Имперского совета транспорта. Также являлся членом Академии германского права. После отставки барона П. фон Эльц-Рюбенаха 02.02.1937 назначен имперским министром транспорта и председателем Административного совета имперских автобанов. 
19.09.1943 награждён Рыцарским крестом за военные заслуги, а 24.07.1944 получил к нему мечи. 
С 30 апреля по 23 мая 1945 года в правительстве К. Дёница занимал пост министра транспорта, почты и телекоммуникации. Вместе с членами правительства Дёница был арестован британскими властями во Фленсбург-Мюнвике. Умер в лагере через полтора месяца — 5 июля 1945 года.